# Kulturauftrag
Der Kulturauftrag ist eine gesetzliche Auflage für öffentlich-rechtliche Institutionen wie Massenmedien oder Theater, verwandt dem Bildungsauftrag. Er ist für Deutschland im Rundfunkstaatsvertrag von 2008 festgeschrieben, aber juristisch nicht präzise fixiert und wird meist so verstanden, dass „Beiträge zur Kultur“ angeboten werden sollen. Die Umsetzung des Kulturauftrags liegt weitgehend im Ermessen der Institutionen und wird von der Kulturpolitik überwacht und beeinflusst. 
„Kunst und Kultur“ sind keine Elemente von „Bildung und Wissenschaft“ außerhalb der Ausbildungsstätten, daher ist der Kulturauftrag nicht gleichbedeutend mit dem Bildungsauftrag. Seit der Entwicklung von Privatradio und Privatfernsehen in den 1980er-Jahren wird der Kulturauftrag der öffentlich-rechtlichen Medien oft als Gegengewicht zu den privatwirtschaftlich orientierten Programmen verstanden. Er wird etwa mit der Berücksichtigung von Minderheiten und mit der Freiheit von ökonomischen Zwängen verbunden, auch mit der Entwicklung einer eigenständigen Identität und mit der Förderung der lokalen kulturellen Produktion, wie beispielsweise mit der Radioquote in Frankreich und in Kanada. Quotenregelungen werden oft mit einer „Förderung regionaler Angebote“ begründet, die zum Kulturauftrag gehöre. Gegner von Quotenregelungen erblicken in ihnen einen politischen Eingriff in die „Programmfreiheit“.
Der Deutsche Kulturrat fordert, dass  mit Blick auf die digitale Medienwelt die kulturelle Akzentsetzung zu erweitern und zu präzisieren sei (z. B. durch digitale Archivierung von Inhalten und deren Zugänglichkeit im Internet).

## Vorgeschichte
Der Kulturauftrag der öffentlich-rechtlichen Sender hat eine Vorgeschichte, die bis auf die Weimarer Republik zurückgeht. 1925 verpflichtete sich die Reichsrundfunkgesellschaft dazu, in finanzielle Schwierigkeiten geratene Sender zu unterstützen, damit diese in die Lage versetzt werden, weiterhin ein künstlerisch anspruchsvolles Programm zu bieten. Als explizites Bildungsprogramm wurde 1926 die Deutsche Welle gegründet. Allerdings hatten die Kulturbeiräte der Sender einen relativ geringen Einfluss im Vergleich zur direkten staatlichen Einflussnahme auf die Programme.